# Vincenzo Ferreri
Vincenzo Ferreri, in valenciano Vicent Ferrer (Valencia, 23 gennaio 1350 – Vannes, 5 aprile 1419), è stato un religioso e predicatore apocalittico nativo del regno di Valencia, appartenente all'ordine dei Domenicani.
Si adoperò in modo particolare per la composizione dello scisma d'Occidente, militando nel partito benedettista fino alla revoca dell'obbedienza al "papa Luna" da parte del re d'Aragona. Fu proclamato santo da papa Callisto III nel 1455.
(Martin Aurell, storico del Medioevo catalano)

## Biografia
Nacque nel 1350, a Valencia (allora capitale dell'omonimo regno, confederato nell'ambito della Corona d'Aragona), dalla famiglia dei Ferrer, una nobile casata vicina alla casa reale di Barcellona (anche suo fratello Bonifacio, monaco certosino, sarebbe diventato consigliere del re Martino I e poi delegato per il Compromesso di Caspe).
Ancora giovanissimo, entrò nell'Ordine domenicano e proseguì gli studi presso la casa di formazione a Barcellona, poi a Lleida e Tolosa, e dal 1385 insegnò teologia a Valencia. Già nel 1379 aveva conosciuto il legato pontificio presso la corte di Pietro il Cerimonioso, il cardinale aragonese Pero de Luna.
Nel 1378 avvenne lo scisma d'Occidente, e, dopo una iniziale incertezza, la Corona d'Aragona si schierò con decisione dalla parte del papa avignonese, ossia l'antipapa Clemente VII, scelto dai cardinali francesi che ritenevano non valida l'elezione di papa Urbano VI. Alla morte di Clemente VII nel 1394 fu eletto papa dai cardinali di obbedienza avignonese proprio quel Pero de Luna che il giovane domenicano aveva conosciuto a corte, e assunse il nome di Benedetto XIII. Il nuovo pontefice scelse Vicent Ferrer come suo confessore personale e consigliere, e lo nominò penitenziere apostolico: il frate rifiutò però la nomina a cardinale che Benedetto XIII gli offrì.
Schieratosi, fin dall'inizio dello scisma, dalla parte del papa avignonese, nel settembre del 1398, durante l'assedio di Avignone da parte di Carlo VI di Francia (che non aveva riconosciuto l'elezione di Benedetto XIII), Vicent Ferrer cadde gravemente malato: egli stesso attribuì la repentina guarigione a un intervento di Gesù Cristo, che gli sarebbe apparso in visione insieme ai santi Domenico e Francesco d'Assisi e gli avrebbe ordinato di dedicarsi all'esortazione delle folle cristiane in vista dell'imminente avvento dell'anticristo.
Ottenuto il permesso di lasciare la corte pontificia, e ricevuto il titolo di legato a latere, Vicent Ferrer trascorse i successivi vent'anni della sua vita come predicatore, attraverso l'Europa occidentale, ma soprattutto la penisola iberica, favorendo, grazie alla sua abilità oratoria, al tono apocalittico dei suoi sermoni e alla fama di taumaturgo, numerose conversioni di pubblici peccatori e anche di alcuni musulmani ed ebrei.
Dal 1409 al 1415 percorse la Castiglia, l'Aragona e la Catalogna. Egli,con le sue prediche, riusciva a sollevare disordini antiebraici; piombò più di una volta nelle sinagoghe, cacciandone i fedeli e proclamando che d'ora in poi quel luogo sarebbe divenuto una chiesa. Attraverso Ferrer, si stima, che si ebbero 35.000 conversioni forzate di ebrei.
Nel 1412 quando il re Martino I di Aragona morì senza lasciare eredi, Ferrer fu tra i giudici incaricati di stabilire la successione al trono (compromesso di Caspe): il regno venne assegnato proprio al candidato sostenuto da Ferrer (che agiva veramente come longa manus dell'antipapa Benedetto), Ferdinando I di Aragona ("Ferran d'Antequera").
Vicent si impegnò molto per comporre lo scisma d'Occidente, dapprima tentando di convincere Gregorio XII a riconoscere l'autorità di Benedetto XIII, poi cercando di persuadere lo stesso Benedetto a rinunciare alla carica insieme agli altri due papi, e favorire l'elezione di un nuovo vescovo di Roma. Alla fine, di fronte all'ostinato rifiuto di Benedetto, anche Ferrer avrebbe acconsentito alla decisione del sovrano aragonese di sottrarre l'obbedienza al "papa Luna": con la capitolazione di Narbona, del 1415, il re Ferdinando I sottrasse la propria obbedienza a Benedetto XIII, che pure era stato il principale artefice della sua elezione al trono della Corona d'Aragona tre anni prima. Spettò proprio a Vicent Ferrer annunciare ufficialmente al popolo la sottrazione dell'obbedienza da parte del re d'Aragona, Valencia e Maiorca. Dopo questo atto ufficiale, però, il domenicano interruppe tutti i rapporti con la corte: si rifiutò sempre di recarsi al concilio di Costanza e preferì dedicarsi in modo completo alla predicazione itinerante.
Alla morte di Ferdinando, fu suo figlio Alfonso il Magnanimo a inviare gli ambasciatori della Corona d'Aragona al Concilio di Costanza: ma anche di fronte alla richiesta fattagli dal Magnanimo di partecipare al Concilio, Ferrer rispose con un rifiuto. Alfonso riconobbe poi come papa legittimo Martino V Colonna, eletto dal conclave formato dai cardinali presenti a Costanza e dai rappresentanti dei padri conciliari.
Vicent Ferrer s'immedesimava a tal punto nella propria missione, da autodefinirsi nelle sue prediche "l'angelo dell'Apocalisse".
Fu proprio la predicazione a renderlo particolarmente conosciuto: pur parlando soltanto valenciano, il frate veniva compreso da tutti i presenti. Le agiografie imputano questo fatto all'intervento dello Spirito Santo, ma si tratta anche di un dato interessante sulla situazione linguistica del tempo: le diverse lingue neolatine erano meno differenziate tra di loro rispetto a oggi (soprattutto nel lessico) e il continuum linguistico catalano (nel cui ambito il valenciano si caratterizza per una pronuncia più marcata delle diverse vocali), trovandosi in qualche modo al centro della "Romània", poteva fare da ponte tra queste lingue, come castigliano, aragonese, occitano, francese e italiano.

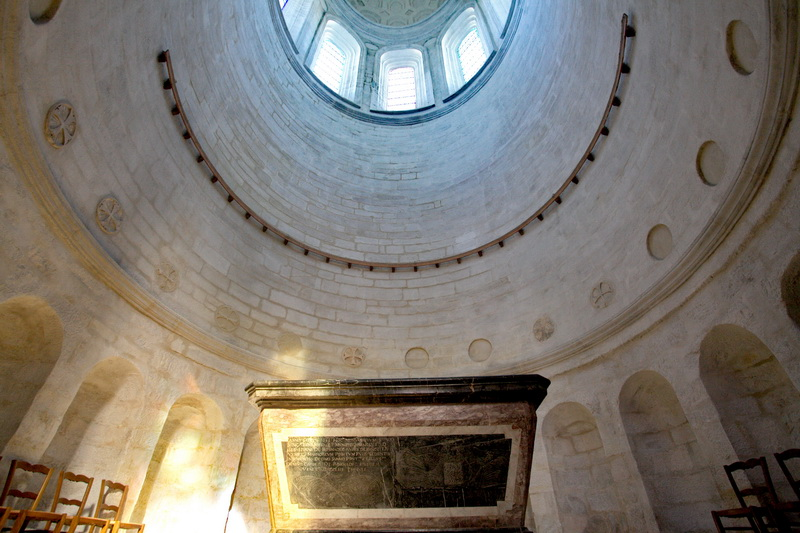
Il sarcofago del santo nella cattedrale di Vannes

I sermoni di Vicent Ferrer erano estremamente popolari, ma anche causa di tensioni e controversie. Spesso egli si scatenava con violenta durezza contro gli ebrei, invitando le autorità delle città a cacciarli, o per lo meno a emanare leggi che limitassero molto la loro libertà. Nel 1416 il teologo francese Jean Gerson gli scrisse una lettera in cui lo rimproverava di non aver preso le distanze da un turbolento gruppo di fanatici flagellanti che lo accompagnavano nelle sue campagne di predicazione e diffondevano soprattutto le tematiche apocalittiche delle sue prediche.
Durante i suoi viaggi, Ferrer raccoglieva anche "testimonianze" sull'anticristo, che con il passare del tempo divenne sempre più oggetto della sua predicazione. Sulla base delle affermazioni di alcuni religiosi caduti in trance, egli maturò la certezza che l'anticristo fosse nato nel 1402, e che dunque l'inizio della sua missione fosse imminente.

### Morte
Morì il 5 aprile 1419, all'età di 69 anni, in Bretagna, a Vannes, nella cui cattedrale di San Pietro sono ancora custodite le sue spoglie mortali.

## Culto
Su richiesta di Alfonso V  d'Aragona venne promossa la canonizzazione di Vincenzo Ferreri.
Venne ufficialmente canonizzato da Callisto III, il 3 giugno 1455 nella chiesa domenicana di Santa Maria sopra Minerva a Roma. Il suo culto fu confermato da Pio II con una bolla del 1458.
Predicatore di grandissima fama, era dotato di un forte carisma personale, godendo dell'attenzione sia delle masse sia dei potenti; attraversò gran parte dell'Europa a piedi, e condusse un modello di vita austero. Insigne studioso, scrisse molti trattati, tra cui il "Trattato della vita spirituale" e una raccolta di sermoni che fu strumento di formazione ed evangelizzazione per generazioni di religiosi.
Dopo la sua morte, tuttavia, a diffonderne la fama furono soprattutto i prodigi operati per sua intercessione. È l'unico santo della Chiesa a essere stato canonizzato dopo il riconoscimento di più di ottocento miracoli, testimoniati da migliaia di deposizioni al suo processo di canonizzazione. Secondo i suoi agiografi «era un miracolo quando non faceva miracoli»; ne avrebbe compiuto decine ogni giorno: malati guariti, indemoniati liberati, morti risuscitati, peccatori, eretici e non-cristiani convertiti. Tra i molti miracoli che lo vedono protagonista nelle leggende, sono due quelli che lo resero particolarmente noto: l'aver portato la pioggia sui campi colpiti dalla siccità e l'aver salvato un muratore da una caduta. Per questa ragione l'intercessione del santo è ancora oggi invocata dai contadini per i benefici del raccolto, ed egli è anche venerato come patrono dei muratori. Viene poi pregato contro i fulmini e i terremoti, e per allontanare le malattie, soprattutto le più gravi.
Ancora oggi la devozione per questo santo medievale è diffusa in varie zone del mondo, in particolare nelle zone che hanno avuto contatti con l'Ordine Domenicano o con gli Spagnoli (come l'America Latina). Tra queste zone vi è anche l'Italia, dove spesso è considerato quasi come un santo italiano.

## Opere e scritti

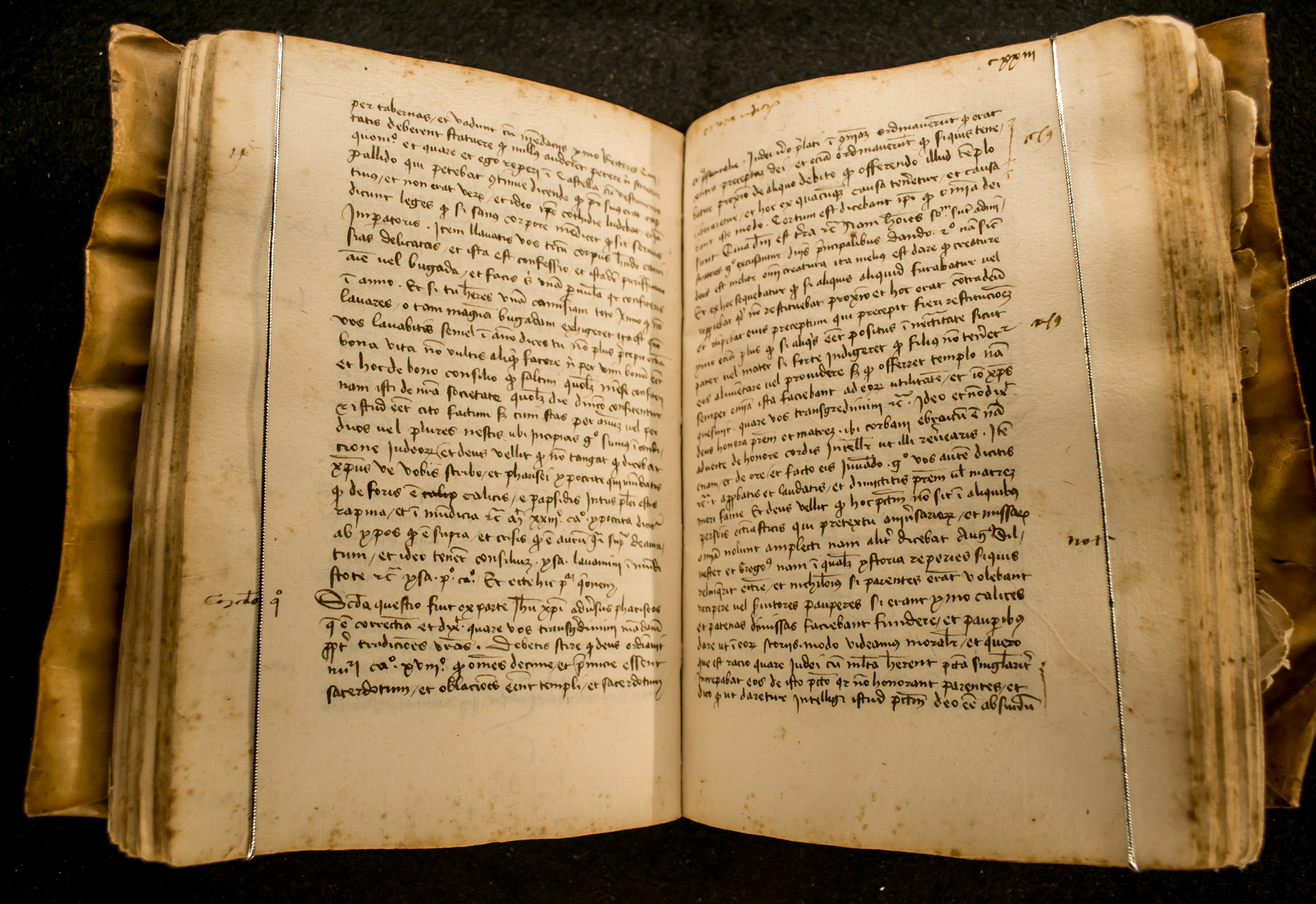
Collezione di sermoni di Vincenzo Ferreri.

- De moderno schismate, trattato teologico-canonico, che mira a dimostrare la legittimità di Clemente VII,
- De vita spirituali, trattato di spiritualità, probabilmente il più diffuso al termine del Medioevo,
- Sermones, discorsi suddivisi secondo i tempi liturgici e il calendario.

- Fra i trattati:
  - De supponitionibus dialecticis,
  - De suppositionibus terminorum,
  - Quaestio solemnis de unitate universalis,
  - Tractatus novus et valde compendiosus contra perfidiam Iudaeorum,
  - Tractatus consolatorius in tentationibus circa fidem,
  - Liber de sacrificio Missae,
  - Ordinaçions y establisements pera la Confraria de la preçiosa Sanch de J. C., anomenada dels disciplinants.

## Iconografia

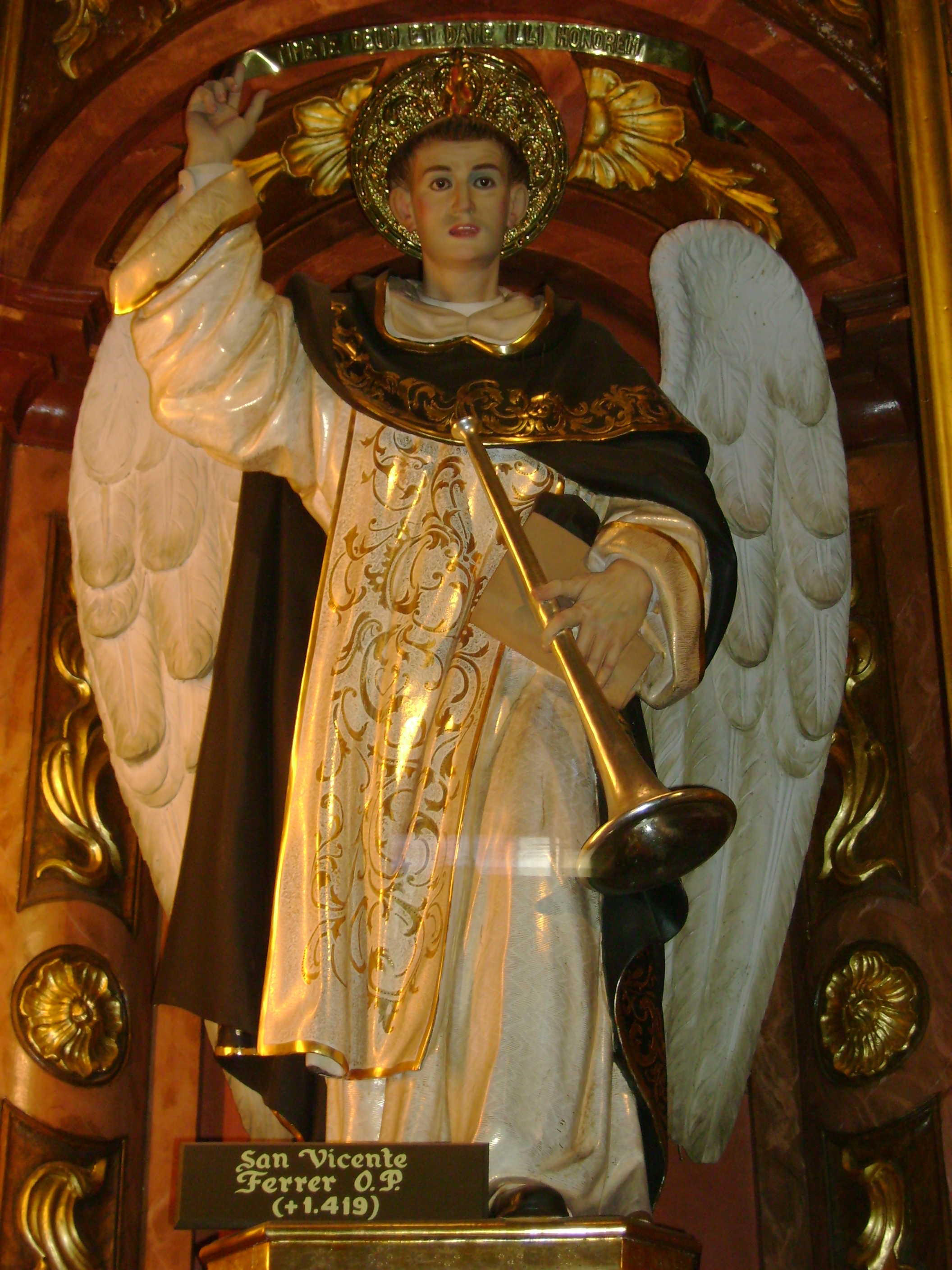
San Vincenzo Ferreri, nella veste di "angelo dell'apocalisse" (monastero di San Domenico, Buenos Aires)

San Vincenzo Ferreri è raffigurato con l'abito domenicano (saio bianco e mantello nero), con l'indice della mano rivolto verso il cielo e la fiamma dello Spirito Santo ardente sul capo. Molto spesso stringe una croce o regge un giglio.
Nei dipinti, ma anche nelle statue, è talvolta raffigurato come angelo dell'apocalisse: ha, quindi, le ali, e regge la tromba e a volte il libro della Bibbia aperto al versetto di Ap 14,7: «Timete Deum et date illi honorem quia venit hora judicii eius» ('Temete Dio e dategli onore poiché è giunta l'ora del suo giudizio').
Le principali caratteristiche con cui è raffigurato il santo si possono dunque riassumere così:
- l'indice destro levato (segno che indica l'atto del predicare),
- con una banderuola o una bandiera, una colomba, il sole e il giglio (segni della predicazione della guerra santa),
- un cappello ai suoi piedi (segno del rifiuto del cardinalato),
- un libro nella mano sinistra,
- un crocifisso nella mano destra,
- sul pulpito,
- tra le nuvole o gli angeli,
- con le rappresentazioni dei miracoli e di avvenimenti della sua vita,
- come angelo dell'Apocalisse, con ali, tromba e una fiamma sulla fronte (segni della predicazione dell'imminente giudizio universale).

### Opere d'arte raffiguranti il santo

#### Italia

Predella per la cappella Griffoni nella basilica di San Petronio a Bologna, che rappresenta i miracoli di san Vincenzo Ferreri: opera di Ercole de' Roberti, circa 1473, oggi alla Pinacoteca Vaticana.

- Amelia (TR), pala commissionata da Vincenzo Armillei (1680), nella chiesa di San Secondo
- Bologna, tela di Donato Creti nella basilica di San Domenico
- Caltanissetta, tela del pittore fiammingo Guglielmo Borremans (1725), realizzata per la chiesa di San Domenico, oggi conservata al Museo Diocesano.
- Casale sul Sile (TV), soffitto affrescato da Giandomenico Tiepolo raffigurante san Vincenzo Ferreri e san Ciriaco di Roma nella gloria celeste, nella chiesa parrocchiale
- Contigliano (RI), pala di Onofrio Avellino raffigurante san Vincenzo Ferreri che intercede per liberare il paese infestato dai lupi (1723), nella collegiata di San Michele Arcangelo
- Erice (TP), statua in legno intagliato e dipinto da Rosario Bagnasco[8] (ante 1837), nella chiesa di San Michele.
- Firenze, Crocifissione del Beato Angelico, nel Museo di San Marco
- Firenze, lunetta di Fra Bartolomeo nel Museo di San Marco
- Gangi, statua di Filippo Quattrocchi nella chiesa madre
- Garda (VR), pala d'altare di Gaspare Diziani (1764), nella chiesa di Santa Maria Assunta
- Genova, Chiesa di Santa Maria di Castello:  Guarigione di san Vincenzo di Giovanni Battista Paggi, Predica di san Vincenzo fanciullo di Luciano Borzone, La Regina d'Aragona assiste all'estasi di san Vincenzo di Andrea Ansaldo e Predica di san Vincenzo di Giuseppe Palmieri
- Imola (BO), pala d'altare di Ercole Graziani (1688-1765), nella chiesa dei Santi Nicolò e Domenico
- Marsala, statua di Antonello Gagini nella chiesa madre di San Tommaso di Canterbury
- Milano, tavola di Vincenzo Civerchio alla Pinacoteca del Castello Sforzesco
- Mussomeli (CL), scultura in legno del Bagnasco, nel Santuario della Madonna dei Miracoli
- Napoli, polittico del Colantonio nella chiesa di San Pietro Martire
- Napoli, Predica di san Vincenzo Ferreri di Luca Giordano nella Basilica di Santa Maria della Sanità
- Recanati, affresco di Lorenzo Lotto nella chiesa di San Domenico
- Rimini, San Vincenzo Ferreri fra san Sebastiano e san Rocco venerati dai Malatesta, di Domenico Ghirlandaio e bottega (1494), al Museo della città
- Roma, Storie di san Vincenzo Ferreri, predella di un polittico (le tavole principali sono opera di Francesco del Cossa), dipinta da Ercole de' Roberti, ai Musei Vaticani
- Roma, tela di Tiziano Vecellio (il domenicano raffigurato normalmente viene identificato con san Domenico, ma in passato si è anche ritenuto che raffigurasse san Vincenzo Ferreri),[9] alla Galleria Borghese
- Torino, cartone di Luigi Guacci (1906), custodito nella sacrestia della chiesa di San Domenico
- Trecate (NO), tela attribuita a Giovanni Battista Costa nella chiesa di San Martino
- Turbigo (MI), tela di Baldassare Verazzi (1850), nella chiesa parrocchiale della Beata Vergine Assunta
- Urbino, tela di Giovanni Santi nel Palazzo Ducale
- Venezia, trittico di Giovanni Bellini nella basilica dei Santi Giovanni e Paolo
- Venezia, pala di Giovanni Battista Piazzetta nella chiesa dei Gesuati

#### In Spagna
- Segorbe (provincia di Castellón), polittico di Vicente Masip nella chiesa del Preziosissimo Sangue
- Valencia, dipinto di Francisco Ribalta nella chiesa del Collegio del Patriarca
- Valencia, tavola del Jacomart, forse la rappresentazione più impressionante, secondo Sadoc Bertucci: il santo tiene nella sinistra un libro e nella destra una banderuola (o nastro) su cui è scritto il versetto biblico: «Timete Dominum et date illi honorem quia venit hora iudicii eius», nella cattedrale

#### In altri paesi europei
- Londra, anta del polittico di Bologna, di Francesco del Cossa, alla National Gallery (la predella dello stesso polittico si trova a Roma, alla Pinacoteca Vaticana)
- Al Kaiser-Friedrich-Museum di Berlino era conservato un dipinto del Ghirlandaio, raffigurante il santo; andò distrutto durante l'incendio della Flakturm Friedrichshain nella seconda guerra mondiale.

## Vincenzo Ferreri nella cultura di massa
- Un Vincenzo Ferreri ancora bambino compare nel romanzo Cherudek di Valerio Evangelisti.